# Эдлидаау
Э́длидаау (исл. Elliðaá) или Э́длидааур (исл. Elliðaár) — река в Исландии.
Находится на юго-западе страны. Река берёт начало в озере Эдлидаватн. Площадь водосборного бассейна — 270 км². В 1921 году на реке была построена гидроэлектростанция. Впадает в бухту Эдлидавогюр в районе Рейкьявика.

## Этимология
Название, согласно Книге о заселении Исландии, основано от слова «á» — «река» и от названия корабля одного из первопоселенцев острова, который назывался Elliði.

## География
Река берёт начало в озере Эдлидаватн. Истоки впадающих в него ручьёв находятся на вулканическом хребте Блауфьедль. По пути к заливу Эдлидавогур в Рейкьявике они пересекают заповедник Хейдмёрк (исл. Heiðmörk). Река Эдлидаау протекает мимо музея под открытым небом Аурбайярсабн на западной окраине Рейкьявика. На своем пути к морю река образует несколько небольших водопадов на территории столицы.

## История
Так как в реке водится лосось, многие желали обладать правом на рыбалку в ней.
Есть свидетельства того, что в старину река принадлежала средневековому августинскому монастырю на острове Видей. После Реформации в XVI веке она перешла во владение датского короля.
В 1853 году датская королевская семья продала права на реку рейкьявикскому купцу Дитлеву Томсену (исл. Ditlev Thomsen). После того, как права унаследовал его сын, возник юридический конфликт, который длился не менее 14 лет. Между 1900 и 1906 годами река некоторое время принадлежала англичанину, некоему мистеру Пейну, после чего до 1921 года она принадлежала городу Рейкьявику.

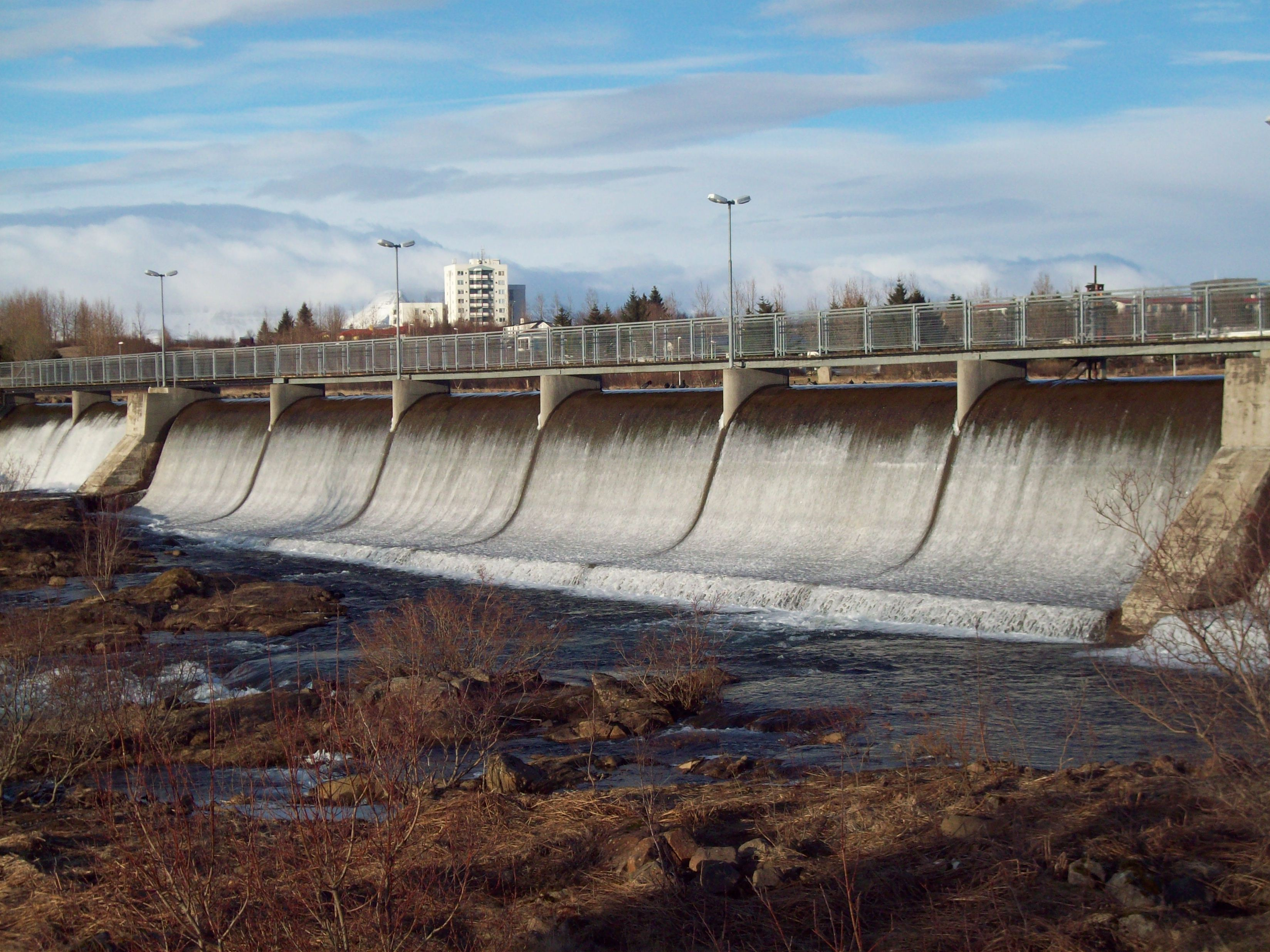
Плотина электростанции Эдлидааурвиркюн

## Электростанция Эдлидааурвиркюн
Первая гидроэлектростанция, снабжающая Рейкьявик электричеством, была построена на этой реке в 1921 году. В её зданиях теперь работает музей, перед которым сохранились старые деревянные водопроводные трубы. С тех пор река принадлежит электроэнергетическим компаниям, которые также владеют правом на ловлю рыбы.

## Долина Эдлидаау
Эдлидааурдалур (долина Эдлидаау) — одна из зон отдыха Рейкьявика с множеством пешеходных и велосипедных маршрутов. Также там есть бассейн, небольшой горнолыжный подъемник, конюшни и тропы.
С начала 20-го века были предприняты попытки восстановить лес вдоль реки. Сегодня там произрастают березы, сосны, пихты и ели.
Также в долине встречается 60 видов птиц, в том числе лебеди, 8 различных видов уток и множество певчих птиц, таких как дрозд.

## Вулканизм
Река протекает через базальтовые породы, образовавшиеся, в основном, вследствие извержения около 2660 года до н. э. вулкана Лейтин в горах Блауфьедль, части вулканической системы Бреннистейнсфьёдля.